# Aida Folch
Aida Benítez Folch (Reus, 24 novembre 1986) è un'attrice spagnola.

## Filmografia parziale

### Cinema
- El embrujo de Shanghai, regia di Fernando Trueba (2002)
- I lunedì al sole (Los lunes al sol), regia di Fernando León de Aranoa (2002)
- La mirada violeta, regia di Nacho Pérez de la Paz e Jesús Ruiz (2004)
- Fin de curso, regia di Miguel Martí (2005)
- Salvador - 26 anni contro (Salvador (Puig Antich)), regia di Manuel Huerga (2006)
- Las vidas de Celia, regia di Antonio Chavarrías (2006)
- 25 kilates, regia di Patxi Amezcua (2008)
- Henri 4, regia di Jo Baier (2010)
- El artista y la modelo, regia di Fernando Trueba (2012)
- El amor no es lo que era, regia di Gabriel Ochoa (2013)
- Fuego, regia di Luis Marías (2014)
- Incidencias, regia di José Corbacho e Juan Cruz (2015)
- The Queen of Spain (La reina de España), regia di Fernando Trueba (2016)
- I Love My Mum, regia di Alberto Sciamma (2018)
- La cinta de Alex, regia di Irene Zoe Alameda (2019)
- Mamma qui comando io, regia di Federico Moccia (2023)

### Televisione
- Tornarem - miniserie TV, 2 episodi (2012)
- Are You App? - serie TV, 6 episodi (2012-2013)
- Cuéntame cómo pasó - serie TV, 58 episodi (2008-2013)
- Vicente Ferrer - film TV (2013)
- Cites - serie TV, 4 episodi (2015)
- Sé quién eres - serie TV, 16 episodi (2017)
- Madri - Una vita d'amore (Madres. Amor y vida) - serie TV, 42 episodi (2020-2022)
- Miró - film TV (2023)
- Amar en tiempos revueltos - serie TV, 156 episodi (2023-in corso)